# Marlies Deneke
Marlies Deneke (geb. Kilian; * 23. Dezember 1953 in Magdeburg) ist eine ehemalige deutsche SED-Funktionärin und spätere PDS-Politikerin. Sie war 1990 stellvertretende PDS-Vorsitzende.

## Leben
Die Tochter eines Arbeiters absolvierte nach dem Besuch der Oberschule von 1970 bis 1972 eine Lehre als Wirtschaftskauffrau. Anschließend arbeitete sie in der Staatlichen Handelsorganisation (HO) Waren des täglichen Bedarfs in Magdeburg. 1979 wurde sie Mitglied der SED. Ein Fernstudium von 1980 bis 1985 an der Dresdner Fachschule für Ökonomie schloss sie als Ökonomin ab. Von 1982 bis 1988 war sie Vorsitzende der Betriebsgewerkschaftsleitung und von 1988 bis Dezember 1989 SED-Parteisekretärin in der HO Waren des täglichen Bedarfs.
Im Dezember 1989 wurde sie in den Parteivorstand der SED-PDS und sein Präsidium gewählt. Von Januar bis März 1990 saß sie am Zentralen Runden Tisch in Berlin. Im Juni 1990 wurde sie gemeinsam mit André Brie stellvertretende Vorsitzende der PDS. Ab März 1990 war sie Abgeordnete in der 10. Volkskammer der DDR und danach bis Ende des gleichen Jahres im Deutschen Bundestag. Im Januar 1991 wurde sie erneut zur stellvertretenden PDS-Vorsitzenden gewählt und hatte dieses Amt bis zum zweiten PDS-Parteitag im Dezember 1991 inne.
Im März 1990 war sie Mitbegründerin der Linken sozialistischen Frauenarbeitsgemeinschaft der PDS LISA.
2002 trat sie aus der PDS aus.
Deneke hat ein Kind und ist in zweiter Ehe mit Dietmar Keller verheiratet.